# The Apple Dumpling Gang
The Apple Dumpling Gang (bra A Gangue em Apuros, A Gangue da Tortinha de Maçã, ou ainda Bang-Bang! Uma Turma do Barulho no Velho Oeste) é um filme estadunidense de 1975, dos gêneros humor e faroeste, dirigido por Norman Tokar para a Disney. O roteiro de Don Tait adapta a história homônima de Jack Bickham.

## Elenco
- Bill Bixby … Russell Donovan
- Susan Clark … Magnolia "Dusty" Clydesdale
- Don Knotts … Theodore Ogelvie
- Tim Conway … Amos Tucker
- David Wayne … Coronel T.R. Clydesdale
- Slim Pickens … Frank Stillwell
- Harry Morgan … Homer McCoy
- John McGiver … Leonard Sharpe
- Don Knight … John Wintle
- Clay O'Brien … Bobby Bradley
- Brad Savage … Clovis Bradley
- Stacy Manning … Celia Bradley

## Enredo
Um cavaleiro solitário chega a uma cidade californiana do Velho Oeste chamada Quake City, que recebeu esse nome devido a frequentes terremotos. Ele escapa de ser assaltado pela dupla de ladrões atrapalhados Theodore Olgive e Amos Tucker e vai ao saloon. Ele é o jogador Russell Donovan, e diz que está em viagem até New Orleans. Enquanto joga, reencontra um conhecido trapaceiro e vagabundo que lhe pede que receba para ele uma carga que chegará à diligência ao dia seguinte, enquanto viaja a São Francisco. Donovan, que perdia no jogo, aceita quando este lhe dá cinco dólares.
No dia seguinte, Donovan descobre que a "carga" são três irmãos crianças órfãs - Bobby, Clovis e Celia - e o xerife o obriga a cumprir o trato e ficar cuidando delas. As crianças querem ir para a mina do pai delas e quando estão lá, ocorre um terremoto e o desmoronamento revela uma pepita de 160 quilos de ouro. Donovan leva a pepita para o banco e isso desperta a cobiça de vários ladrões que planejam roubá-la. Também aparecem várias famílias interesseiras querendo cuidar das crianças sob a alegação de que Donovan é solteiro.
Russel Donavan então resolve se casar por conveniência com a masculinizada Dusty para dar um lar para os órfãos mas o plano não dá certo quando o vagabundo retorna para reclamar a custódia como tio. As crianças percebem que ele só quer o ouro e resolvem pedir para que Theodore e Amos roubem o banco para que elas possam ficar com Donovan e Dusty.